# Arquebisbat de Varsòvia
L'arquebisbat de Varsòvia (polonès:  Archidiecezja warszawska; llatí: Archidioecesis Varsaviensis) és una seu metropolitana de l'Església Catòlica a Polònia. El 2014 tenia 1.425.000 batejats sobre una població d'1.540.000 habitants. Actualment està regida per l'arquebisbe cardenal Kazimierz Nycz.

## Territori
L'arxidiòcesi comprèn la part de la ciutat de Varsòvia situada a l'oest del riu Vístula, mentre que la part situada a l'est del riu queda sota la jurisdicció de la diòcesi de Varsòvia-Praga.
El territori s'estén sobre 3.350 km² i està dividit en 28 deganats i 211 parròquies. La catedral de l'arxidiòcesi és la catedral de Sant Joan Baptista.

## Història
La diòcesi de Varsòvia va ser erigida el 16 d'octubre de 1798 pel Papa Pius VI mitjançant la butlla Ad universam agri. Històricament, el territori de la diòcesi formava part de l'diòcesi de Poznań, però el 12 de gener de 1794, en virtut del decret Quam Eminentissimus del Papa Pius VI, l'ardiaconat de Varsòvia va ser assignat a l'arxidiòcesi de Gniezno.
El 12 de març, mitjançant la butlla Militantis Ecclesiae regimini, i el 30 de juny de 1818 amb la butlla Ex imposita Nobis del Papa Pius VII l'elevà al rand d'arxidiòcesi metropolitana. Inicialment, l'arxidiòcesi comprenia tota la Polònia central i s'estenia fins a Cracòvia, que el 1880 era una seu immediatament subjecta a la Santa Seu.
El 1863, després de la Revolta de gener, l'arquebisbe Zygmunt Szczęsny Feliński va ser deportat a Iaroslavl, a Rússia, fins al 1883, quan un acord entre el tsar Alexandre III i la Santa Seu posà final a l'exili. Alhora l'arquebisbe renuncià al càrrec de Varsòvia i la Santa Seu elevà un nou arquebisbe per Varsòvia.
El 10 de desembre de 1920 cedí part del seu territori per tal que s'erigís la diòcesi de Łódź (avui arxidiòcesi).
El 28 d'octubre de 1925, amb la butlla Vixdum Poloniae unitas del Papa Pius XI, es reorganitzaren les circumscripcions eclesiàstiques de ritu llatí: l'arxidiòcesi de Varsòvia tenia com a sufragànies les seus de Płock, Sandomierz, Lublin, Łódź i Siedlce.
El 25 de març de 1992, en l'àmbit de la reorganització de les diòcesis poloneses feta pel Papa Joan Pau II amb la butlla Totus tuus Poloniae populus, cedí part del seu territori per tal que s'erigissin les diòcesis de Łowicz i de Varsòvia-Praga.

## Cronologia episcopal
- Józef Miaskowski † (29 d'octubre de 1798 - 16 de novembre de 1804 mort)
  - Ignacy Raczyński † (17 de juny de 1806 - 1816 renuncià) (administrador apostòlic)
  - Andrzej Wołłowicz † (8 de març de 1816 - 2 d'octubre de 1818)[2] (administrador apostòlic)
- Franciszek Skarbek von Malczewski † (2 d'octubre de 1818 - 18 d'abril de 1819 mort)
- Szczepan Hołowczyc † (17 de desembre de 1819 - 27 d'agost de 1823 mort)
- Wojciech Skarszewski † (12 de juliol de 1824 - 12 de juny de 1827 mort)
- Jan Paweł Woronicz † (28 de gener de 1828 - 6 de desembre de 1829 mort)
  - Edward Czarnecki, Sch.P. † (1829 - 1831 mort) (administrador apostòlic)
  - Adam Paszkowicz † (1831 - 1833) (administrador apostòlic)
  - Paweł Straszyński † (16 d'octubre de 1833 - 21 de novembre de 1836 nomenat bisbe de Augustów) (vicari capitular)
- Stanisław Kostka Choromański † (21 de novembre de 1836 - 21 de febrer de 1838 mort)
  - Tomasz Chmielewski † (1838 - 30 de juliol de 1844 mort) (vicari capitular)
  - Antoni Melchior Fijałkowski † (1844 - 18 de setembre de 1856 nominato arcivescovo) (administrador apostòlic)
- Antoni Melchior Fijałkowski† (18 de setembre de 1856 - 5 d'octubre de 1861 mort)
- Sant Zygmunt Szczęsny Feliński † (6 de gener de 1862 - 15 de març de 1883 renuncià)
- Wincenty Teofil Popiel † (15 de març de 1883 - 7 de desembre de 1912 mort)
- Aleksander Kakowski † (7 de maig de 1913 - 30 de desembre de 1938 mort)
- August Hlond, S.D.B. † (13 de juny de 1946 - 22 d'octubre de 1948 mort)
- Stefan Wyszyński † (12 de novembre de 1948 - 28 de maig de 1981 mort)
- Józef Glemp † (7 de juliol de 1981 - 6 de desembre de 2006 jubilat)
- Stanisław Wojciech Wielgus (6 de desembre de 2006 - 6 de gener de 2007 nomenat arquebisbe titular de Viminacio)
- Kazimierz Nycz, des del 3 de març de 2007

## Estadístiques
A finals del 2014, la diòcesi tenia 1.425.000 batejats sobre una població d'1.540.000 persones, equivalent al 92,5% del total.
| any  | població  | població  | població | sacerdots | sacerdots       | sacerdots       | sacerdots             | diàques | religiosos | religiosos | parroquies |
| ---- | --------- | --------- | -------- | --------- | --------------- | --------------- | --------------------- | ------- | ---------- | ---------- | ---------- |
| any  | batejats  | total     | %        | total     | clergat secular | clergat regular | batejats por sacerdot | diàques | homes      | dones      |            |
| 1950 | 1.600.000 | 1.875.000 | 85,3     | 657       | 478             | 179             | 2.435                 |         | 569        | 1.948      | 278        |
| 1970 | 2.700.000 | 3.100.000 | 87,1     | 1.400     | 915             | 485             | 1.928                 |         | 896        | 3.529      | 309        |
| 1980 | 3.170.390 | 3.463.290 | 91,5     | 1.502     | 1.017           | 485             | 2.110                 |         | 1.002      | 3.418      | 366        |
| 1990 | 2.985.000 | 3.110.000 | 96,0     | 1.617     | 1.129           | 488             | 1.846                 |         | 924        | 4.560      | 440        |
| 1999 | 1.445.000 | 1.523.000 | 94,9     | 1.034     | 625             | 409             | 1.397                 |         | 918        | 2.516      | 198        |
| 2000 | 1.435.000 | 1.525.000 | 94,1     | 1.025     | 636             | 389             | 1.400                 |         | 830        | 2.524      | 200        |
| 2001 | 1.435.950 | 1.525.000 | 94,2     | 1.120     | 648             | 472             | 1.282                 |         | 916        | 2.363      | 203        |
| 2002 | 1.436.225 | 1.525.000 | 94,2     | 1.114     | 661             | 453             | 1.289                 |         | 900        | 2.378      | 209        |
| 2003 | 1.437.450 | 1.525.420 | 94,2     | 1.106     | 673             | 433             | 1.299                 |         | 876        | 2.375      | 210        |
| 2004 | 1.438.200 | 1.533.000 | 93,8     | 1.154     | 674             | 480             | 1.246                 |         | 929        | 2.098      | 210        |
| 2010 | 1.426.000 | 1.540.000 | 92,6     | 1.245     | 729             | 516             | 1.145                 | 1       | 849        | 1.816      | 210        |
| 2014 | 1.425.000 | 1.540.000 | 92,5     | 1.192     | 759             | 433             | 1.195                 | 2       | 686        | 1.913      | 211        |